# 왕남초등학교
왕남초등학교는 대한민국 경기도 성남시 수정구 고등동에 있는 공립 초등학교이다.

## 학교 연혁
- 1945. 6. 15 왕남공립국민학교 개교
- 1981. 3. 12 왕남국민학교병설유치원 개원
- 1996. 3. 1 왕남초등학교로 교명 변경
- 2009. 8. 11 학교 재건축 기공식
- 2010. 3. 1 제22대 임범식 교장 취임
- 2010. 9. 7 왕남 전면 재건축 준공 기념식
- 2011. 12. 22 환경교육 우수교 교육감표창
- 2012. 1. 20 행정업무경감 우수교 교육감표창
- 2014. 2. 19 제65회 졸업식(5676명)
- 2014. 3. 1 6학급 편성, 유치원 1학급 편성